# Schwobfeld
Schwobfeld là một đô thị thuộc huyện Eichsfeld nước Đức. Đô thị này có diện tích 2,5 km², dân số thời điểm 31 tháng 12 năm 2006 là 108 người.